# هارون وارد
هارون وارد (بالإنجليزية: Aaron Ward (representative))‏ (و. 1790 – 1867 م) هو سياسي، ومحام من الولايات المتحدة الأمريكية ولد في أوسينينغ، نيويورك.
وهو عضو في الحزب الديمقراطي الأمريكي .